# Веинка
Веинка, Веянка — исчезнувшая деревня Торопецкого района Тверской области. Располагалась на территории Пожинского сельского поселения.

## География
Деревня была расположена в 20 километрах (по прямой) к северо-западу от города Торопец. Находилась на берегу реки Веенка. Ближайшими населёнными пунктами являлись деревни Финёво и Канашкино.

## История
На топографической карте Фёдора Шуберта 1870—1915 годов обозначена деревня Веинка. Имела 2 двора.
В списке населённых мест Псковской губернии за 1885 год значится деревня Веинка (№11958). Располагалась при реке Веенке в 27 верстах от уездного города. Входила в состав Пожинской волости Торопецкого уезда. Имела 2 двора и 12 жителей. 
На карте РККА 1923—1941 годов обозначена деревня Веянка. Имела 5 дворов. 